# 嘉兴寺
嘉兴寺，位于北京市西城区地安门西大街北侧，是一座汉传佛教寺院，为北京内八刹之一。现已无存。

## 历史
嘉兴寺原在地安门西大街北侧的一座高台上。该寺后门在旌勇里西侧，西墙在五福里，该寺以东有旌勇祠。该寺始建于明孝宗弘治十六年（1503年），清朝康熙年间重修。嘉兴寺的下院是正阳门外东柳树井路北的大慈庵。
传说清朝乾隆年间，释达天曾经出任嘉兴寺的住持。释达天在乾隆四十五年（1780年）获乾隆帝封为“阐教禅师”，成为贤首宗自唐朝圭峰禅师获赐封以后的第一个获赐封者。德胜门外牛桥的拈花寺塔院内，将释达天奉为拈花寺中兴第一代，贤首宗第三十四代传人。北京的贤首宗各寺院的塔院内，也多将释达天奉为开山祖师，并且设有达天禅师衣钵塔。可见嘉兴寺也属贤首宗，释达天也为该寺的中兴禅师。
清朝咸丰十年（1860年）清廷与英国、法国等国签订《北京条约》以后，对外交涉活动增多。咸丰十一年（1861年），恭亲王奕訢将嘉兴寺东院僧房腾出，作为“通商议事”场所。直到咸丰十一年十二月奏请设立总理各国通商事务衙门（办公地点位于东堂子胡同）后，嘉兴寺的外事活动才终止。光绪《顺天府志》载：“总理各国事务衙门在堂子胡同北，咸丰十一年十二月奏请设立。初定约时，借宛平县署东之嘉兴寺为办理交涉事务之所，至是就东堂子胡同铁钱局公所改建，额曰‘总理各国事务衙门’。”
中华民国时期，嘉兴寺的住持有释方瑞、释崇辉，二人交际面广，在佛教界较有威望。1937年七七事变以前，嘉兴寺曾经是北平佛教会的会址。那时有两个北平佛教会，一个在南城观音院，称“南会”，另一个在嘉兴寺，称“北会”。两会时常出现争执。民国十六年（1927年）北伐完成后，中国各地废庙兴学再度掀起热潮，在中国国民党北平市党部的支持下，民国十八年（1929年）北平电车工人捣毁前门外东珠市口铁山寺佛像，驱逐铁山寺全部僧众，引起全北平市佛教徒抗议。铁山寺风波后，两会为共同保存北平佛教而合并，会址迁至后海广化寺。
旧时，嘉兴寺以停灵和办丧事著称，是北京停灵、办丧事最多的寺庙。富贵人家和知名人士的大丧事多在该寺举办。在嘉兴寺停灵、治丧的知名人士有袁世凯五姨太、溥儁、刘半农、鲁迅母亲、朱自清等等。嘉兴寺平均每周有三、五家办丧事。由于丧事众多，该寺整年不拆棚架子，不拆山门外的花牌楼架子。中华民国时期，该寺管事的高阔亭很善于应酬停灵、办丧事业务，常应丧家邀请出任“总提调”，为丧家安排全部丧礼。1940年代以来，为了拓展营业范围，提高收入，嘉兴寺逐渐靠拢新式殡仪馆的做法，不仅承办佛教、道教丧事，而且承办信仰其他宗教者的治丧业务，甚至接受天主教在寺内举行“终傅礼”，基督新教在寺内举行“悼丧会”。比如信奉天主教的沈兼士于民国三十六年（1947年）病逝后，在嘉兴寺停灵，按照天主教礼仪治丧，补作“终傅礼”。
嘉兴寺后院有块“果园子”，大部分用来“丘”（浮葬）灵柩，其中有几座还是外国人的坟。民国三十七年（1948年）底，平津战役战事吃紧，北平城内的丧者无法出城埋葬，所以大多在嘉兴寺停灵或暂时“丘”在后院。嘉兴寺的殡葬业务达到顶峰。
1949年春，包括嘉兴寺在内的北平各寺庙均奉令停止停灵暂厝业务。其后，嘉兴寺、贤良寺、法源寺、陶然亭（三圣庵）办起殡仪馆，承办治丧业务。此后，1950年嘉兴寺承办了中共中央领导人任弼时的吊唁仪式，1951年承办了清朝摄政王载沣的停灵业务，此外还先后承办过齐白石、梅兰芳、萧长华、陆和九、陈垣等名人的追悼活动。高岗的灵柩曾在此寄放。
中华人民共和国成立后，嘉兴寺部分房屋长期被中国人民解放军炮兵某部、派出所、居民分别占用。殡仪馆业务受到很大限制。1966年文化大革命爆发后，嘉兴寺殡仪馆停办，嘉兴寺成为佛教、道教老年教徒“自养”的工厂。1980年代，嘉兴寺改建为塑料纽扣厂的厂房，但保留山门殿以及门外高台上的槐树。后来，嘉兴寺被北海宾馆（地安门西大街141号）占用，旧址全部改建为楼房。山门殿等残留建筑也被全部拆除。2010年代初，北海宾馆建筑被改为什刹海街道办事处。

## 建筑
嘉兴寺占地大约20多亩，为东西并列的三组院落。西院为主寺，主要建筑有：
- 山门：即天王殿，门上悬蓝底金字“嘉兴寺”匾额。东西两侧各开有一小门，上书“不二法门”。中华民国初年，皇城墙拆除后，又在山门西侧开一大门，进门向西即可看到天王殿东山墙的红额“天地昼夜六时大地一切皆欢喜恒吉祥”。[1]
- 第二进殿：面阔三间，供奉释迦牟尼。东配殿是客堂，门前挂有一红漆牌写着，方丈示：“无衣钵戒谍者，本庙概不挂单”。[1]
- 后殿：面阔三间，供奉三世佛。[1]

主寺以东为中院，院内有前殿、后殿，供奉有观世音菩萨、关圣帝君等塑像。中院以东为东院，为大型四合院，是该寺的寮房、庖厨、斋堂、仓库。方丈院内种有十多盆各品种莲花。夏秋时节游人来此“借佛观花”，老北京人称“崇效寺的牡丹，嘉兴寺的荷花”。嘉兴寺后面有果园，后来大部分用作浮葬坟地。

## 盂兰盆会
旧时，北京西皇城根每年有两个盛大宗教兼民俗活动：一是正月十五日上元节的宛平县城隍庙的“烧火判”，二是七月十五日中元节的嘉兴寺盂兰盆会。
清朝光绪年间，慈禧太后在地安门火神庙祈建中元法会，焚烧巨型法船，嘉兴寺则在什刹海前海的冰窖处焚烧巨型法船，即“普度船”（又称“济孤船”）、“净业船”各一艘。佛教认为普度船超度“十方法界无祀孤魂”，净业船超度善人。普渡船舱内为纸扎的十殿阎君朝地藏王菩萨；净业船舱内为纸扎的十六尊者朝“西方三圣”，舱顶上有大鹏金翅鸟。北京西北城的不少信士在嘉兴寺功德堂上为宗亲三代设牌位追荐，将装着冥银的包袱放到净业船的底舱，晚上在什刹海前海焚化。前来观看者众多。此类活动沿续至中华民国后期，最后一次在民国三十五农历七月十五日（1946年8月11日）。